# Claire Damon
Claire Damon, née le 3 juin 1977 à Clermont-Ferrand, est une cheffe pâtissière française et fondatrice de l’enseigne Des Gâteaux et du Pain, créée en 2006 à Paris avec son associé David Granger, boulanger.
En 2014, elle est la première cheffe pâtissière française à intégrer l'association Relais Desserts qui rassemble une centaine de pâtissiers. 

## Biographie, formation
Claire Damon grandit entre l'Auvergne et l'Aveyron. Elle commence sa formation à l’âge de 16 ans à l’Institut des métiers de Clermont-Ferrand. Elle effectue un stage dans une pâtisserie de Clermont-Ferrand, puis travaille en cuisine, à l’Auberge des Touristes, auprès du chef étoilé Bernard Andrieux.
Cinq ans plus tard, après 6 mois au Bristol, elle rejoint le Plaza Athénée où elle est l’adjointe de Christophe Michalak. En 2005, elle décide d’élargir son expérience chez Costes où elle découvre la production de pâtisserie à plus grande échelle en laboratoire industriel.
En 2006, elle ouvre sa première boutique Des Gâteaux et du Pain, boulevard Pasteur (Paris 15ème), en s’associant au boulanger David Granger.
En 2013, une deuxième boutique voit le jour rue du Bac (Paris 7ème).

## Distinctions
- 2021 : Chevalier de l'Ordre national du mérite[6].